# Hey Marie, ich brauch mehr Schlaf, auf ins blaukarierte Himmelbett
Hey Marie, ich brauch mehr Schlaf, auf ins blaukarierte Himmelbett ist eine deutsche Softsexfilmkomödie aus der Alois-Brummer-Produktion mit Franz Muxeneder und Herbert Fux in den Hauptrollen.

## Handlung
Das alpine Bergdörfchen Vöglbrunn ist faktisch pleite, denn die Dörfler haben die vergangenen Jahre eindeutig zu sehr über ihre Verhältnisse gelebt und zu wenig Wohlstand erarbeitet. Stattdessen hat man dem Ortsnamen alle Ehre gemacht und ist bis heute, einem Sexfilm mit diesem Titel entsprechend, kreuz und quer durch die Betten gehuscht. Um die Gemeindekasse, in der nunmehr Ebbe herrscht, wieder aufzufüllen, hat der schlitzohrige Vöglbrunner Bürgermeister Gamsmüller kurzerhand in Bonn einen Millionenkredit beantragt. Als dieser jedoch abgelehnt wird, ist guter Rat teuer. Da erinnern sich einige findige Bürger daran, dass einst das Gerücht die Runde machte, Napoleon hätte hier in der Nähe vor gut anderthalb Jahrhunderten auf der Durchreise einen sagenumwobenen Schatz vergraben. Bald geht man in Vöglbrunn gemeinsam nicht mehr länger nur in die Horizontale, sondern auch auf die Suche nach dem erhofften Reichtum über Nacht …

## Produktionsnotizen
Hey Marie, ich brauch mehr Schlaf, auf ins blaukarierte Himmelbett wurde in Bayern gedreht und am 27. Dezember 1974 uraufgeführt.

## Rezeption
Das Lexikon des internationalen Films nannte den Film kurz und knapp „Ein miserables Lustspiel.“

„Geistreich sind’s nicht, meine Filme, aber geistreiche Filme sind auch kein Geschäft.“